# Davidas Arlauskis
Davidas Arlauskis (n. 18 noiembrie 1986 in Telšiai, URSS) este un fundaș lituanian, care joacă în prezent pentru MRU-TiuMenas din I Lyga. Este fratele portarului Giedrius Arlauskis.

## Cariera
Giedrius Arlauskis a început să joace fotbal la clubul Mastis Telsiai, formație din localitatea sa natală.
În anul 2006, a ajuns la formația FK Šiauliai, pentru care a jucat timp de un sezon și jumătate, bifând 30 de prezențe în prima ligă lituaniană. A fost observat în 2008 de către Mihai Stoica și a fost adus împreună cu fratele său, Giedrius, la Unirea Urziceni.
Deoarece în momentul sosirii sale era accidentat, Davidas a fost ajutat de către clubul ialomițean, care i-a asigurat refacerea la celebra clinică „Isokinetic” din Bologna. Nu a reușit să joace niciun meci pentru Unirea Urziceni, spre deosebire de fratele său, care a devenit un om de bază în formația ialomițeană. La începutul sezonului 2008-2009, Davidas și clubul ialomițean s-au înțeles pentru ca fotbalistul lituanian să fie lăsat liber de contract.

## Legături externe
- lt  Profil și statistici Arhivat în 4 martie 2016, la Wayback Machine. la LFF.lt